# Intrigo a Los Angeles
Intrigo a Los Angeles è un film del 1964 diretto da Romano Ferrara.

## Trama
Due agenti dell'F.B.I., David Blair e Thelma Avery, ricercano il professor Weiss, che dopo la sua scoperta su di una formula contro le radiazioni atomiche, risulta essere scomparso. David e Blair, sospettano dell'impresario George, a causa della morte di due sue ballerine. Difatti il professor Weiss è tenuto prigioniero, da George e dall'ex assistente del professore, che poi è la sorella di George, per vendere la formula ad una potenza straniera.

## Accoglienza
Anche nell'ambito dei B-movie il film fu accolto con espressioni ironiche che col tempo assumono significati diversi riguardanti la moda, il paesaggio, ma anche un certo tipo di linguaggio usato dalla critica dell'epoca nel poco spazio dedicato a Intrigo a Los Angeles all'uscita nelle sale. «Di tutti gli agenti segreti proliferati sulla fortunata scia di James Bond questo zatteruto "707" è senz'altro il più miserello. Più che italiano (gli pseudonimi italiani non ingannano nessuno) questo film pare il prodotto di una cinematografia sottosviluppata, l'egiziana, ad esempio (NdR). Los Angeles compare solo nel titolo: in realtà il film è girato all'EUR e, tocco di "avvenirismo", sotto i piloni dello snodo dell'Autostrada del sole. (...) Nel "cast" compare anche un cinese (...)».

## Colonna sonora
Alla colonna sonora dello spy-movie del 1964 composta e diretta da Piero Umiliani parteciparono all'esecuzione, tra gli altri, musicisti quali Nini Rosso, Chet Baker, Gino Marinacci, Berto Pisano.

## Conosciuto anche come
- Italia (titolo della ristampa): Agente 707: Intrigo a Los Angeles